# Anoplius depressipes
Anoplius depressipes är en stekelart som beskrevs av Banks. Anoplius depressipes ingår i släktet Anoplius och familjen vägsteklar. Inga underarter finns listade i Catalogue of Life.